# Edwin N. Hubbell
Edwin Nelson Hubbell (* 13. August 1815 in Coxsackie, New York; † Sterbedatum unbekannt) war ein US-amerikanischer Politiker. Zwischen 1865 und 1867 vertrat er den Bundesstaat New York im US-Repräsentantenhaus.

## Werdegang
Edwin Nelson Hubbell wurde ungefähr sechs Monate nach dem Ende des Britisch-Amerikanischen Krieges in Coxsackie geboren und wuchs dort auf. Er verfolgte eine akademische Laufbahn. Am 6. Oktober 1836 heiratete er Catharine Cannel. Als Supervisor im Greene County war er mehrere Jahre tätig. Politisch gehörte er der Demokratischen Partei an.
Bei den Kongresswahlen des Jahres 1864 für den 39. Kongress wurde er im 13. Wahlbezirk von New York in das US-Repräsentantenhaus in Washington, D.C. gewählt, wo er am 4. März 1865 die Nachfolge von John B. Steele antrat. Er schied nach dem 3. März 1867 aus dem Kongress aus.
Nach seiner Kongresszeit zog er nach East Saginaw (Michigan), wo er zwischen 1883 und 1887 als Büroangestellter (clerk) für ein Bauholzunternehmen arbeitete. Zwischen 1887 und 1890 war er Assistant City Treasurer und zwischen 1894 und 1896 Deputy City Treasurer.